# Lilting
Lilting (chinês simplificado: 轻轻摇晃, pinyin: Qīngqīng yáohuàng; bra: Na Cadência do Amor) é um filme de drama romântico britânico de 2014 escrito e dirigido pelo diretor britânico nascido no Camboja Hong Khaou e produzido por Dominic Buchanan.
O filme teve sua estreia mundial em 16 de janeiro de 2014, no primeiro dia do Festival Sundance de Cinema, no qual competiu na Competição Dramática Mundial de Cinema. Ganhou o "Prêmio Cinematografia: Cinema Mundial Dramático" no festival. O filme foi lançado nos cinemas no Reino Unido em 8 de agosto de 2014 e nos Estados Unidos em 26 de setembro de 2014.

## Sinopse
Lilting conta a história da tentativa de uma mãe de entender quem era seu filho após sua morte prematura. O mundo dela é repentinamente perturbado pela presença de seu amante. Juntos, eles tentam superar a dor enquanto lutam contra a falta de uma linguagem comum.

## Elenco
- Ben Whishaw como Richard
- Cheng Pei-pei como Junn
- Naomi Christie como Vann
- Peter Bowles como Alan
- Morven Christie como Margaret
- Andrew Leung como Kai
- Naomi Yang como Vann

## Produção
O roteiro, originalmente intitulado Lilting the Past, ganhou o terceiro lugar na Brit List de 2011, uma lista dos melhores roteiros britânicos não produzidos.
O filme foi um dos três filmes com luz verde da Microwave no início de 2012. Uma chamada de elenco foi lançada posteriormente para os três papéis principais, posteriormente preenchidos por Cheng Pei-pei, Ben Whishaw e Andrew Leung.
As filmagens começaram em novembro de 2012 e a fotografia principal foi concluída em dezembro de 2012. O diretor Khaou disse que o filme foi visualmente inspirado em Faa yeung nin wa de Wong Kar-wai.
Durante a produção, como parte do esquema Microwave, Michael Winterbottom orientou o escritor/diretor Khaou, enquanto o produtor Buchanan foi orientado por Ken Marshall, produtor de London to Brighton, Filth e Song for Marion. Tal como acontece com todos os filmes Microwave, o orçamento foi de £ 120.000. Foi o primeiro filme bilíngue a ser feito no esquema Microwave.

## Recepção

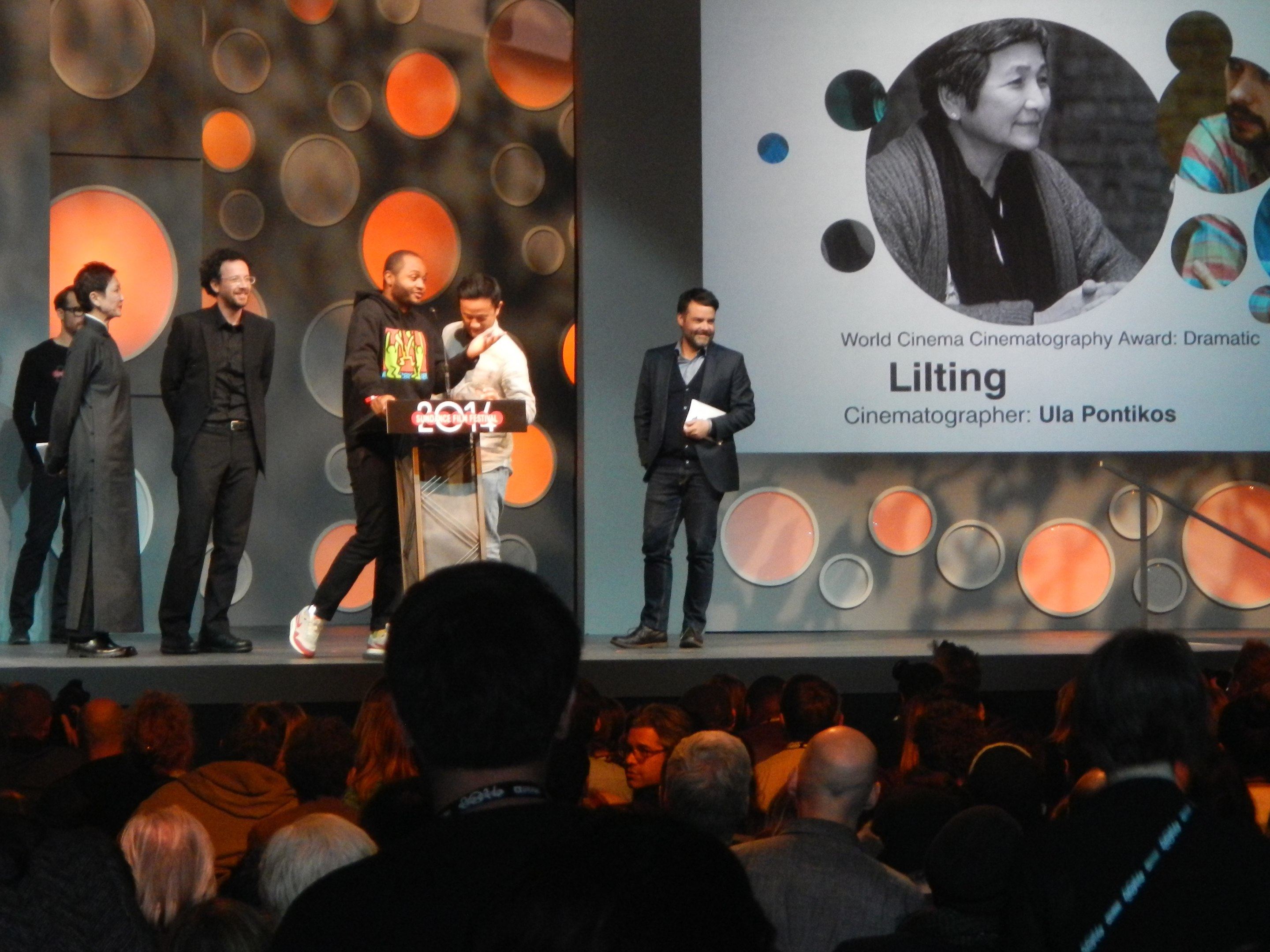
Lilting ganhou o Prêmio de Cinematografia no Festival Sundance de Cinema de 2014.

### Resposta crítica
Lilting recebeu críticas positivas dos críticos. Em junho de 2020, o filme detém um índice de aprovação de 84% no agregador de críticas Rotten Tomatoes, com base em 55 críticas com uma classificação média de 6,88/10. O consenso dos críticos do site diz: "Tecendo habilmente vários fios tonais delicados em um todo silenciosamente comovente, Lilting serve como um cartão de visita totalmente atraente para o escritor e diretor Hong Khaou." No Metacritic, o filme tem 61 avaliações em 22 críticas, indicando "Críticas geralmente favoráveis".
Justin Chang, em sua crítica para a Variety, disse que o filme "Hong Khaou faz uma bela estreia com esta peça de câmara intercultural silenciosamente ressonante". David Rooney, do The Hollywood Reporter, elogiou o filme, dizendo: "Delicado e sem pressa quase ao extremo, embora também assustadoramente sexy e até engraçado às vezes." Amber Wilkinson, do Telegraph, deu ao filme três de cinco estrelas e elogiou o ator principal dizendo que "Whishaw é magnético como um homem levado ao limite da fragilidade pelo luto, mas que ainda sugere uma força silenciosa." Dominic Mill do We Got This Covered deu uma crítica positiva e disse: "O assunto é poderoso e as performances são maravilhosas - em um mundo de dramatismo grande e vistoso, Lilting mostra seu ponto de vista sem sentir a necessidade de gritar sobre isso."

## Prêmios e indicações
| Ano  | Associações                         | Categoria                                          | Nomeações        | Resultado |
| ---- | ----------------------------------- | -------------------------------------------------- | ---------------- | --------- |
| 2014 | Festival Sundance de Cinema de 2014 | Prêmio do Grande Júri do Cinema Mundial: Dramático | Hong Khaou       | Indicado  |
| 2014 | Festival Sundance de Cinema de 2014 | Prêmio de Cinematografia: Cinema Mundial Dramático | Urszula Pontikos | Venceu    |
| 2015 | 26th GLAAD Media Awards             | Melhor Filme - Lançamento Limitado                 | Hong Khaou       | Venceu    |
| 2016 | Apolo Awards                        | Melhor Fotografia                                  | Urszula Pontikos | Indicada  |
| 2016 | Apolo Awards                        | Melhor Novo Diretor                                | Hong Khaou       | Venceu    |
| 2016 | Apolo Awards                        | Melhor Atriz                                       | Cheng Pei-pei    | Indicada  |